# Norway (Maine)
Norway – miasto w Stanach Zjednoczonych, w stanie Maine, w hrabstwie Oxford.